# Docinho Docinho
"Docinho Docinho" é uma canção lançada pelo apresentador de televisão e cantor brasileiro Gugu Liberato, em 1983, sob o selo Copacabana. Lançada em um compacto simples, com a faixa "Vamos Sonhar" como lado B, foi a primeira investida do artista no mercado fonográfico.
A letra é de autoria do próprio Gugu, em parceria com Guapó, e a produção ficou a cargo de Mister Sam, famoso na época por ser produtor e compositor de artistas como Gretchen.
Para promovê-la era cantada (bem como seu lado B) em seu programa de TV na época, o Viva a Noite. De acordo com o jornal Luta Democrática houve uma tentativa de gravar uma performance em vídeo para a faixa em Valinhos, São Paulo, na casa de campo do apresentador, no entanto, o projeto foi adiado devido a chuva.
Eventualmente, um videoclipe foi gravado e incluído em um álbum de vídeo (nos formatos VHS e DVD) intitulado Gugu Para Crianças, lançado em 2006, pela Abril Music.
Em 1984, a faixa entrou para a trilha sonora brasileira da telenovela mexicana Chispita, exibida pelo SBT.
A música foi bem aceita pelo público e tornou-se um sucesso. Durante os anos de 1980 Gugu conseguiu vender centenas de milhares de cópias com esse e com seus discos posteriores.

## Lista de faixas
- Créditos adaptados da contracapa do compacto simples Docinho Docinho / Vamos Sonhar.[4]

Lado A
| N.º | Título            | Compositor(es)      | Duração |  |
| 1.  | "Docinho Docinho" | Guapó Gugu Liberato | 2:44    |  |

Lado B
| N.º | Título         | Compositor(es) | Duração |  |
| 1.  | "Vamos Sonhar" | Guapó Homsa    | 2:02    |  |